# 中國國民黨黨產爭議
中國國民黨黨產爭議，指自1945年8月15日大日本帝國結束統治臺灣後，國民黨在一黨專政的威權體制時期，在台灣及海外累積龐大黨產所引發之爭議。來源主要包括遷台資產、接收日產、國庫輸送，透過侵佔、徵收、轉帳撥用、賤價收購等手段將國家資產或私有財產轉成黨產，以及經營特權黨營事業等。

國民黨黨產的正當性長期以來備受爭議，前臺灣省政府主席吳國楨1954年2月寫了一封信給中華民國國民大會，痛陳中華民國政府六大缺失，第一條是：「一黨專政。國民黨之經費，非由黨員之捐助，乃係政府，即國民之負擔。這種『國庫通黨庫』做法，除共产极权国家外，實為今古所無。」
1958年的《自由中國》雜誌也出現批評的聲浪。此外國民黨一黨專政時期與國共內戰、國際冷戰時期重疊，當時國民黨在臺灣、中國大陸及海外的民間團體身分代政府進行外僑服務及情報蒐集等任務，取得政府方面的報酬或資金外的間接資助。
2018年7月，國民黨要求不當黨產處理委員會申索遗留在中国大陆、已被中华人民共和国政府没收的党产。

## 黨產市值

### 國民黨公開之說法
- 1993年，中國國民黨中央投資公司總經理劉維琪指出，黨營事業40餘年，營運累積新臺幣9,639億餘元。 [14]
- 2000年，朱立倫任中國國民黨「黨產小組召集人」時，估算國民黨產市值近1,000億。[15]
- 2015年11月，國民黨「黨產小組召集人」王如玄表示，國民黨黨產約200多億元。[16]
- 2016年3月10日，中國國民黨中央委員會文化傳播委員會主任委員林奕華表示，在1998年底黨產最多時，價值918億元；2000年時任中國國民黨主席李登輝交給連戰的黨產估值是808億元，但同時留下1998、1999年亞洲金融風暴時七大控股公司協助企業紓困的虧損，2001年連戰針對李登輝時期認列了427億元的虧損；2004年馬英九接任黨主席時，黨產總值311億元；2014年再交給朱立倫時，減為244億元；在朱立倫擔任黨主席的一年任內，黨產縮水為166億元；林奕華表示，目前（2016年3月）國民黨只有166億元價值的黨產，主要是非流動性資產，其中中央投資價值154億元（淨值）、欣裕台2億元，國民黨現有辦公廳舍估計10億元，相加後為166億元。[17][18][19]
- 2016年，國民黨中央投資公司承認，194億的土地帳面價值並非市值，部分是取得成本。[20]
- 2016年7月30日，前國民黨主席李登輝表示，他要移交給連戰時還有8,000多億元。[21][22][23][24]不過李登輝辦公室稍晚更正指出，黨產應為「800多億」，不是8,000多億元。[25]
- 2018年7月初，国民党在自查党产时发现持有南京中山东路明故宫地段[註 1]土地（面积868亩5厘3丝，约57.9万平方公尺）、湖南路地段[註 2]土地（面积166亩6分3毫，约11万平方公尺）的地契。两块土地時值达4千亿新台币。国民党呼吁党产会尽速追查，协助他們向中华人民共和国政府追回此笔党产。国民党行管会主委邱大展表示，相關資料已經彙整完畢，將向黨產會補申報[27]。1949年4月渡江战役后，中国人民解放军攻占南京城初期，中國人民解放軍南京市军事管制委員会隨即接管中華民國政府及国民党的党政机构在南京资产[26]。对于国民党关于中山东路、湖南路土地的申报及追索请求，党产会委员表示，前國民黨主席連戰當時擬会见中共中央总书记习近平，由连战直接反映土地被占，更加明快[28]。

### 調查成果
- 根據財政部國有財產署2014年9月26日的「社團法人中國國民黨及其附隨組織取得國家資產之土地清冊」[8][9]，國民黨佔用的國家資產土地面積有1,101,822.39平方公尺（約34萬坪），「公告」現值有607億餘元，市價高於此數目。而且尚未包含救國團劍潭活動中心經國大樓[29][30]。
- 根據中華民國財政部清查，國民黨取得或使用國家土地679筆，面積110.25公頃，按2016年公告土地現值總值約805億元。[6]
- 根據財政部公布之資料，國庫撥付中國青年救國團等國民黨附隨及相關組織經費87.75億元，國庫撥付中國廣播公司等黨營事業經費92.80億元。[31]
- 中華民國內政部在《政黨法》公布施行後首度請各政黨依法申報財產及財務狀況，2017年度主要政黨申報的總資產中，中國國民黨為189億8,251萬元、民主進步黨為7億6,943萬元、時代力量為2,578萬元、親民黨為2,087萬元、新黨為1,604萬元。[32][33][34]

### 外界的觀點和質疑
- 國民黨在2016年中華民國總統選舉前，開始持續標售高價黨產。標售黨產的分類小廣告紛紛被曝光[35][36]，其中包括台北雙子星土地[37]及西門町星聚點[38]、長春路大樓、文山區華興段三畸零地[39]、台中潭子、彰化市西門口、齊魯兵工廠烘爐地段土地[40][41]、帛琉大飯店[42][43][44]等7筆不動產，價值就達165.5億元。被質疑造假黨產價值[45][46]。
- 《今周刊》社長梁永煌[47]推估國民黨產有800億元（2015年）。國民黨公布的2010至2013年「收支結算表」，近四年的「中投解繳收入」平均為17.8億餘元；台灣上市上櫃公司2014年殖利率約3.02％；依此殖利率推算，中投公司的市值約589億元。但若以配息最高的2010年的28.9億元估計，中投的市值約956億元。這兩個估計值的平均，約800億元。[48]
- 台灣教授協會認為，國民黨申報的數字只有實際資產的5分之1，因為國民黨黨產並沒有公布在中國、海外投資的資產，（2015年）黨產總值保守估計超過1,000億元[49]。
- 《財訊》推估國民黨黨產有千億以上。中投掌握的200多餘筆土地2016年4月帳上價值194億元 ，遠低於市值。以中投旗下的齊揚公司標售位於新北中和「烘爐地」地段的3萬坪土地來說，底價42億元，帳上價值只有20多億元，原始取得成本只有0.7億元。若假設帳面價值為原始成本來推估，黨產市值有千億元以上規模。[20]，並評論：劉泰英當年每年為國民黨賺進百億元，現在國民黨光是股利，每年也有10幾至20幾億元收入，回推其股票市值，應有500、600億元，何況，淨值不等於市值，黨產當然遠高於表面的166億。另外，根據財政部在2008年清查的國民黨土地，仍有835筆、面積達164公頃，以及房屋152棟；至2015年底，竟只剩144筆、帳面價值僅6億元的土地，以及131筆、帳面價值4億元的房屋，究竟這些資產都到哪裡去了？[50]
- 亞化監察人張嘉元生前表示，自稱是國民黨海外黨產執行長的徐景星，把5,000億黨產拿到海外轉投資，先將錢放在香港作為擔保品，接著在大陸貸款100億，2006年3月到鄭州貸款100億，創立晶誠科技投資晶圓，另外再貸款100億到黑龍江開採石墨。由張嘉元牽線炒作股票，累積黨產。亞洲化學前董事長葉斯應說：「聽張嘉元講過他跟徐景星，還有國民黨那些大老，徐立德那些大老他們在海外。因為那些大老不方便出面，就找張嘉元出面，張嘉元是一個能袖善舞的人，他的背包都背著去賄賂一些官員和一些操盤手。」[51]

## 黨營事業收益
2006年開始政黨必須向內政部申報財務狀況。馬英九接任黨主席開始國民黨每年有200、300億元的投資金額。投資事業的營利收益，幾乎每年都超過10億元，其中2010年更接近30億元。根據內政部2011年公布的「民國99年政黨財務決算報告」，國民黨年收入新台幣35.3億元，來自中央投資公司等股利收入，約28.9億，占總收入的82%。如果以一般企業5%獲利估算，其總股本高達580億。國民黨黨營事業從過去7家變成以中投為主、欣裕台為輔，將股權信託給以陳樹為首的六位受託人，再由受託人組成董事會掌管中投公司。根據內政部公告2015年政黨財務決算報告顯示，國民黨申報的「帳面」資產總計189．6億元，2015年「財產信託管理收入」有14億5千多萬元，過去十年來國民黨靠著投資事業挹注的經費收入累計高達160.3億餘元。 

## 取得方式

### 中國大陸遷台財產
中華民國大陸時期的國庫財產以及外匯資產在遷台時以政府或私人的名義轉移至國民黨的掌握之下。

### 接收戰後日本政府有關資產
國民黨直接或間接的接收第二次世界大戰後日本人及日本政府在台灣的財產，也未將日本人以戰爭名義收編的私人土地重新歸還人民，甚至並持續占有和轉移。例如：台灣放送協會、19家日本人戲院、 114棟日產房屋...等等。

#### 19家日本電影院
台灣省行政長官公署宣傳委員會把19家電影院撥歸給國民黨。包括：西門町大世界戲院、萬華芳明戲院（台北萬華劇場）、大稻埕大光明戲院、高雄光復戲院、高雄壽星戲院、岡山共樂戲院、台南世界戲院、台南延平戲院、嘉義戲院、羅東新生戲院、花蓮中華戲院、屏東光華戲院、彰化和樂戲院、...等。

#### 中廣接收台灣放送協會
二戰日本戰敗後，國民政府指派中央廣播事業管理處接收台灣放送協會。1945年11月完成對臺灣放送協會的接收，一共5處廣播電台 ，分別是：（1）臺灣台，位於臺北市公園路（即今日臺北二二八紀念館），包括嘉義民雄和台北板橋的兩處機室；（2）臺南台（3）臺中台（4）嘉義台（5）花蓮台，以及臺北市未建造完成的廣播大廈1棟（此即日後中廣位於仁愛路的總部）
台灣放送協會總部（今仁愛帝寶）：1958年，中廣將台灣放送協會在仁愛路與建國南路交會2.2甲的土地轉移到自己的名下；而後，其上興建了中廣總部。1969年，又興建中廣與中視共用的廣播電視大廈。1990年代末期，國民黨著手「清理」黨產。1998年中廣將這塊黃金地段以88億元賣給國民黨中央投資公司。1999年中投再以90億元賣給宏盛建設。2005年帝寶完工，2013年成為全台灣最貴豪宅。

#### 114棟國有特種房屋（日產房屋）
1952年，國民黨台灣省黨部申請轉帳撥用日產房產，台灣省政府行文給台灣土地銀行公產代管部（財政部國有財產署前身），要求將114棟國有房地轉帳給國民黨，並限期辦妥交接手續。

#### 以接收名義佔據、強買屬於私人之土地
國發院的前身為革命實踐研究院，過去這塊土地原本是在台灣大稻埕地方士紳葉家所有，二戰期間土地被日軍所使用，設為「美軍俘擄營」並建造房舍，然而戰後不但未能被歸還，國民黨將此地繼續做為「青春幹部訓練班」的運作地點，1953年，國民黨將強佔葉家4筆約8393坪土地興建房舍，作為革實院木柵分院。地主葉中川眼見無法收回土地，只好向國民黨提議以當時公告地價每坪約400元的半額（即200元）賣給國民黨，但是此價格被國民黨回絕。1961年1月間，四位自稱代表國民黨的情治人員驅車至葉家，將葉中川帶走。1月16日葉中川在木柵鄉公所簽下契約，契約上特別載明「此乃雙方喜悅各無反悔」。契約中四位情治人員及木柵鄉長張榮森擔任見證人，國民黨代表則是郭驥，金額為當時公告地價八十分之一的19萬1千1百元，平均每坪5元。葉中川不願賤賣，郭驥逕行辦理過戶並向臺北地方法院提存價金，卻只存了4萬元。葉中川先生終其一生拒絕領取這筆錢。2005年國民黨主席馬英九在台北市市長任內，將土地以42.5億元出售給元利建設，當時公告現值為52億元，並承諾將機關用地變更為住三用地。2006年，葉中川的兒子葉頌仁對馬英九提出竊佔罪的刑事訴訟。

### 國財變黨產
各級政府機關將其管有之公有財產及國土以無償贈與、轉帳撥用等方式移轉國民黨。大多都是先強佔，之後再贈與或先租再賤賣。各級地方政府贈送的土地至少有123筆，賤價取得國產至少有191筆土地與32筆房產。包括前國民黨中央黨部、由地方政府贈與土地作為國民黨各區黨部的民眾服務社、中廣公司、婦聯會等等。

#### 廉價取得

##### 前國民黨中央黨部（台北市中山南路11號）
先佔再租，1990年以3.74億元向國有財產局購入，2006年以23億賣給「張榮發基金會」。日治時代的海軍總部，國民黨長期佔有被揭發後於1983年4月向國有財產局（財政部國有財產署前身）低價承租。1990年6月30日以高銘輝、吳水雲、徐立德名義向國有財產局以當時的公告地價加兩成購，平均每坪20.5萬（當時市價每坪約100萬），共計3.74億元購得。

##### 交通黨部（台北市泉州街6號）
日治時代為日本人石黑平八郎所有，戰後移轉至台灣省公產管理處。1960年12月由國有財產局接管後、又在1971年11月4日以每坪1,400元、總價96萬6,700元出售給中華航業海員黨部；1977年1月變更為國民黨航運事業黨部委員會。

##### 中央產物保險大樓（忠孝東路一段6號）
台北市政府1972年6月售予國泰人壽，1973年11月國壽又售予中國信託投資公司，1979年4月中信再賣給黃燦堂，1979年8月，中美企業購得此地，1982年4月中央投資公司、中央產物保險公司合資購買並合建大樓。

##### 忠孝西路崇聖大樓土地
國民黨在1995年2月向台北市政府購入，並以「中國國民黨中央委員會」名義登記。

##### 台南火車站附近土地
1992年國民黨旗下的中華日報以每坪12萬至16萬買進當時每坪市價約100萬之土地。

#### 文工會（台北市林森北路7號）
1991年11月9日國民黨以徐立德與吳水雲名義向台北市政府財政局以每坪48萬購入，當時每坪市價約200萬元。

##### 陸工會、婦工會、社工會舊址
陸工會當時係使用警備總司令部土地；婦工會和社工會分別把房子蓋在國防部總務局及台灣省政府的公有土地上。

#### 轉帳、無償贈與
- 中影位於漢中街的兩塊地：1954年國防最高委員會第227次會議核准，由台灣省公產管理處「轉帳」取得。[79]
- 中華日報社台南市國賓大樓基地：於1963年6月29日轉帳取得。 坐落台南市北區公園段939、939-1地號，面積合計3,371平方公尺，係於1963年6月29日依台灣省政府1953年9月17日（42）府產第70343號令轉帳取得。[11]
- 2001年1月12日余政道、蔡煌瑯、王雪峰公布1961年至1985年間高雄縣地方政府將14筆公有地贈與國民黨。[80]
- 土城民眾服務社：1984年12月土城鄉公所將土地與建物贈與國民黨。[81]
- 板橋民眾服務社：板橋市公所於1981年5月購買，1983年5月贈與國民黨。[81]
- 澎湖縣土地：1992年12月15日，立委陳水扁揭發澎湖縣政府贈地給國民黨地方黨部。[82]

#### 強佔公地
- 鐵路黨部（台北市鄭州街26巷7號）：土地與建物均為台灣省所有，管理者為台灣省政府鐵路管理局。[83]
- 公路黨部（台北市東園街65-1號）：土地與建物所有權人為台灣省，管理者為台灣省交通處公路局。[84]
- 中央政策委員會（台北市杭州南路一段16號）：土地所有權人「中華民國」，管理者為軍管區司令部，建物之所有權人為國民黨。[70][85]
- 烏來民眾服務社 ：土地所有權人自戰後即為「中華民國」，管理者為國有財產局，建物所有權人為烏來民眾服務社。土地所有權登記日期為1966年10月，建物完成日期為1963年6月，建物登記在前，土地登記在後。[86]
- 深坑民眾服務社 ：土地為台北縣所有，管理者為台北縣政府，建物為國民黨所有。[84]
- 樹林鎮民眾服務社等 、 蘆洲民眾服務社、雙溪民眾服務社、平溪民眾服務社、石門民眾服務社、金山民眾服務社、萬里民眾服務社、淡水民眾服務社、八里民眾服務社、三芝民眾服務社及國民黨婦女工作會...等等。　[87]

#### 竊佔美援
當時國民黨政府在內戰失利後，美國政府認為國民黨政府對美援上下其手，導致美援的資金運作遭到嚴重虧空，加上美國國會和聯邦調查局還發現國民黨大老孔祥熙、宋子文家族涉嫌洗錢行為，美國政府對此十分不滿。此外由美援所成立的「美援運用委員會」，其人員薪資均來自美援，已高於一般公務員，但該會秘書長王蓬等人卻濫權違法曲意徇私、擅定特殊待遇及私自折支美金與港幣等外幣圖利自肥而遭監察院懲戒。《自由中國》亦於1957年的社論〈美援運用問題〉對蔣中正政府運用美援之浪費提出批判。

### 國庫輸送
- 黨部經費正式列入政府預算，包括各級政府名目繁多的委辦、補助，稅捐減免，中央銀行的無息貸款等等。[93]
- 外匯管制時代，國民黨中央財委會以手中握有之「特種外匯」批准權，賺取匯率差價。[1]
- 根據財政部公布之資料，國庫撥付救國團等組織之經費有87.75億元，撥給中廣等黨營事業經費92.80億元。[11]
- 國史館文件中顯示，1947年行政院與中廣簽約，除每月補助經費舊台幣20億元，中廣還接收龐大日產土地。[94]
- 黨史館檔案中顯示，1953年度國民黨黨務經費總額為2,100萬元，其中「政府協款」達1,100萬元，黨費繳中央只有100萬元。[95]
- 國民黨自1952年起在全省各地設立「民眾服務站」，各縣市黨部下的區黨部所設立的「民眾服務站」變成了縣市政府的一個附屬單位，支出用由縣市政府負擔，國民黨這種民眾服務處、站、社，在全省各地達380個以上。[96]
- 用政府預算購置土地：中廣彰化芬園鄉土地、中廣嘉義民雄鄉基地、中廣台北八里土地。[8]
- 黨職併公職：國民黨黨職人員的年資，被既違法又違憲地併計為國家公務人員年資。至2006年底，尚在支領黨職併公職之退休金之黨工有581人[11]，包括宋楚瑜、連戰、關中、吳伯雄、胡志強、林豐正、焦仁和等國民黨高官。[97][98][99][100][101][102][103][104][105][106][107][108]

### 接收中華民國政府海外資產
- 國產變黨產：中華民國退出聯合國時，國民黨強行接收中華民國政府在海外的財產。[109][110]
- 國產變私產：蔣經國日記曾说明，早年因害怕中國共產黨以繼承中國的名義強行接收中華民國的海外資產，所以當時有不少的財產轉入私人帳戶，以規避中華人民共和國政府的接收，但是中共接收的鋒頭過後，有人沒有歸還這些財產，國民黨方面表示：「蔣經國對於這些人的行為深感痛心，卻無法可管。」 [109]

## 使用
- 國民黨大掌櫃、前國民黨投管會主委劉泰英2016年3月接受《財訊》專訪時批評國民黨選舉亂花錢，爆料說連戰在2000年競選總統時花了120億元，李登輝選總統時花不到20億元[111][112][113][114]。當年的競選總部發言人陳學聖坦言，數字確實是120億[115]，120億其中應該包含其他捐款[116]，後來國民黨中常會有通過這筆預算[117]。陳學聖表示，當年選情告急，沒經費沒辦法動員，就一再追加，像無底洞一樣[118][119]。而當年國民黨向中選會申報連戰、蕭萬長競選經費僅3億1千餘萬元，3億元由國民黨補助，1千餘萬元為募款所得[120]。

## 主要不動產
國有土地
財政部清查掌握國民黨（含其附隨組織）取得或使用國家各類資產，土地679筆，面積約110.25公頃，按2016年公告土地現值總值約新臺幣805億元。國民黨經轉帳撥用取得或使用國有土地，早在監察院調查前大部分已出售移轉第三人，經多次協商後，截至2016年5月6日止，國民黨以拋棄所有權方式辦理國有登記之不動產，總計有56筆土地、面積1.6227公頃，6棟房屋（含實踐堂及實踐大樓）、面積14,657.23 平方公尺。原各地方政府管轄下的部分，歸還土地74筆（面積1.7656公頃），房屋31棟（面積10,815.97平方公尺）。
2017年6月，黨產會調查「國民黨以轉帳撥用等方式，取得國有房屋及其基地並已移轉他人的追徵案」指出，國民黨以轉帳撥用方式取得、並已移轉給第三人的「國有特種房屋基地」，共458筆是不當取得財產，共獲利新台幣8億6488萬3550元，黨產會以行政處分追徵國民黨新台幣8.6億元，案件後來移送法務部行政執行署臺北分署執行查封國民黨產多筆土地，國民黨向台北高等行政法院提出行政訴訟，並聲請停止執行獲准，2021年3月25日一審臺北高等行政法院判決國民黨敗訴，2024年3月15日二審最高行政法院駁回上訴，仍判國民黨敗訴，全案確定。
原國民黨中央黨部大樓（臺北市中山南路11號）
已出售：以23億賣給財團法人張榮發基金會。
國家發展研究院土地（內含台北市文山區實踐里里民活動中心）
已出售：以43億元出售給元利建設。里民活動中心的土地，是國民黨借給台北市政府、文山區公所。但由於土地已賣，此借貸關係並不能延續至元利建設身上。經元利建設提出拆屋還地等民事訴訟，高等法院於2007年4月30日駁回上訴，認為拆屋還地違反公眾利益，不准許元利建設的要求。
中影公司
- 2003年間仍登記為中影公司所有之日產戲院，有台北市新世界（真善美劇院）、嘉義市嘉義、高雄市壽星、屏東市光華、羅東鎮新生戲院5家。連戰主席曾宣示將此五日產戲院歸還國庫，但後來又將中影公司股權出售。[11]
- 2006年4月26日，以31億出售包括華夏大樓，原《中央日報》八德大樓）、新世界大樓、中影文化城，給買家莊婉均、羅玉珍（中影負責人郭台強之妻），而3建物當時鑑價各值15億、12億及26億元。[126]

國產署提告追討中影公司世界大樓土地：國產署敗訴確定。
私立中華開放醫院
已出售：2005年以5億元賣給阿曼開發。
中國廣播公司
- 廣播電視大廈及土地（原台灣放送協會總部，今仁愛帝寶）：1999年以90億出售給宏泰建設
- 2003年-2006年，交通部提告索討中廣五處土地：[6]
  - 嘉義縣民雄鄉土地：交通部敗訴確定。
  - 彰化縣芬園鄉土地：交通部勝訴確定。
  - 新北市八里區土地：交通部勝訴確定。
  - 花蓮市民勤段土地：交通部勝訴確定。
  - 新北市板橋區民族段土地：交通部勝訴確定。[131]
  - 新北市三重區永德段土地
  - 嘉義市東區下路頭段土地
  - 台北市文山區蟾蜍山土地 [132]

中央產物保險大樓
國民黨財務委員會、黨營事業管理委員會、青年工作會、中央投資公司、中央產物保險公司等單位位於此大樓。
八德大樓
國民黨中央黨部
中華日報社
國產署提告追討臺南中華日報社大樓土地：國產署勝訴確定。

## 七大控股公司
國民黨在黨政不分的黨國體制下擁有特權，以經營黨營特許事業，黨產資本不斷累積。國民黨黨營事業七大控股公司之架構1992年左右成形，分別為中央投資公司、光華投資公司、啟聖實業投資公司、悅升昌投資公司、景德投資公司、建華投資公司、華夏投資公司。1992年國民黨七大控股公司 稅後盈餘26.1億 1998年稅後盈餘增加至122億。 依據國民黨投資管理委員會公佈的旗下7大股份公司1998年度財務報告，其資產總額達1,470億台幣，負債總額787億台幣，凈值為683億台幣。到1998年底，国民党七大控股公司总共主控66家企业（包括8家上市上柜公司以及58家未上市公司），转投资企业超过300家，其中有资料的43家主控公司总资产超过6,000亿元，净值超过2,000亿元。

### 中央投資公司
主要轉投資公司（金融、石化、一般、海外事業、證券投資）：中興票券、國際票券、中央產物保險、台灣苯乙烯、中美和石化、中興電工、東聯化學、中華開發、復華金控、高雄企銀、中鼎工程、建台水泥、信大水泥、亞洲水泥、新新天然氣、德記洋行、合勤科技、遠東航空、國際投信、幸福人壽、環宇投資、中加投資、清宇環保、灃水營造、漢洋建設、永昌建設、宏啟建設、啟祥實業、中輝建設、金泰建設

### 光華投資公司
主要轉投資公司（能源科技事業）：復華金控、欣高石油氣、欣雄石油氣、欣泰石油氣、欣南石油氣、北誼興業、三星五金、欣欣大眾、遠東航空、聯電、倫飛

### 華夏投資公司
- 主要轉投資公司（文化事業）：中視、中廣、中影、中央日報、中華日報、正中書局、欣和

### 啟聖投資
- 主要轉投資公司（營建開發）：灃水營造、漢洋建設、永昌建設、宏啟建設、啟祥實業、中輝建設、金泰建設、中華開發

### 建華投資
- 主要轉投資公司（金融事業）：建華銀行、中華開發、中國信託、中興票券、高雄企銀

### 悅昇昌投資
- 主要轉投資公司（海外投資事業）：新地平線、賴比瑞亞悅昇昌、新加坡大星、昌鈦投資

### 景德投資
- 主要轉投資公司（保險事業）：幸福人壽、中華開發、中華映管、中影

### 其他
昱華開發、雙園投資、中園建設、豐園建設、齊魯企業、裕台企業、裕台開發實業、盛昌投資、帛琉大飯店、日本台灣貿易開發株式會社、CIH（BVI）、KOPPEL、APH Investment及New Horizon。天然氣供應（與退輔會合資者）計有欣隆、欣欣、欣雲、欣嘉、欣南、欣營、欣高、欣雄、欣屏、欣泰、欣芝、欣中等12家。

## 附隨組織（依不當黨產處理委員會認定）
《今周刊》報導救國團、婦聯會、軍友社等黨國威權時代成立的組織，擁有龐大資產，財務不透明，外界至今難以窺其全貌。有民調顯示，有高達66.6%與72.9%的民眾認為，該檢討救國團與婦聯會，國民黨附隨組織成為不當黨產外，亟欲關注的轉型正義課題。

### 行政訴訟進行中
婦聯會（2018年2月1日認定）
- 中華民國婦女聯合會（婦聯會）主要收入依靠沒有法源依據的勞軍捐，1955年開始，1989年7月停徵，累計收取1,000億元勞軍捐。[143][144][145]

中國青年救國團（2018年8月7日認定）
- 全台灣超過一百個據點的「救國團」，資產總額高達53億[146][147]。
- 救國團以公益性社團名義，低價承租國有及公有地，投資的營利事業，經營旅行社、補習班、出版社、旅館、健身中心，獲利驚人，卻是占用國有土地的大戶[148]。救國團聲稱他們不附屬於國民黨，且大多在取得土地或不動產時曾簽下不對等的契約，政府難以取回其佔用的土地或房舍[149][143]。
- 根據財政部公布之資料，國庫撥付中國青年救國團等國民黨附隨及相關組織經費87.75億元。[11][150]

中國廣播公司（2019年9月24日認定）
- 2003年－2006年，交通部提告索討中廣五處土地：[6]
  - 嘉義縣民雄鄉土地：交通部敗訴確定。
  - 彰化縣芬園鄉土地：交通部勝訴確定。
  - 新北市八里區土地：交通部勝訴確定。
  - 花蓮市民勤段土地：交通部勝訴確定。
  - 新北市板橋區民族段土地：交通部勝訴確定。[131]
- 黨產會追徵土地和建物
- 廣播電視大廈及土地（原台灣放送協會總部，今仁愛帝寶）：1999年以90億出售給宏泰建設
  - 新北市三重區永德段土地
  - 嘉義市東區下路頭段土地
  - 台北市文山區蟾蜍山土地 [132]

黨產會要求中廣償還名下資產共77億元。時任黨產會主委林峯正表示不排除和中廣簽行政契約解決爭議。時任中廣董事長趙少康表示黨產會應向國民黨追討，並控告國民黨前主席李登輝和前國民黨投資管理委員會主委劉泰英背信罪。

### 已解決

#### 中影案（2021年8月和解確定）
- 梅花數位戲院、台北真善美戲院、屏東戲院以及台南真善美戲院
- 中影文化城、新世界大樓以及中影八德大樓 總資產約118億元。[153]

前中影董事長、國民黨前立委蔡正元在出售黨營事業中影公司時，與莊婉均、羅玉珍簽訂密約，契約中訂定在第3、4、5次撥付款項時，由中影公司增減資取得之款項，經處分財產後，再轉付給國民黨。買方取得中影公司後，隨即賣掉公司的資產，再將買賣款項轉付給國民黨。中影董事長郭台強控告蔡正元擔任中影董事長時以違法方式「左手交付右手、五鬼搬運」，利用減資手段將利益輸送自己。經最高法院判決，蔡正元需賠償中影1億7,260萬元確定。2006年5月至2007年7月，蔡正元擔任中影公司董事長期間，利用董事長身份認購15萬股，再主導中影公司現金增減資，從中獲取每股三元的減資利潤，並形同無償取得中影公司股份，達到圖利自己及藉機拉攏特定對象的目的，造成中影利益損害。2015年6月5日，士林地檢署依背信罪起訴蔡正元。2018年，台北地方法院一審認定他犯罪所得高達2.8億元，依業務侵占判3年6月徒刑、商業會計法判6月得易科罰金之刑；目前上訴高等法院，限制出境期限至2023年7月10日。
中影與黨產會經長達5年協商，2021年8月24日黨產會和中影簽署「和解契約」（行政契約）；中影同意給付國庫新台幣9億5千萬元，並且將2006年4月27日之前的影片資產移轉國有。是首例以和解終結行政訴訟的黨產處分。

#### 中投、欣裕台公司案（2024年1月25日判決確定）
2016年11月黨產會祭出處分認定國民黨黨營事業中投、欣裕台公司全部股權為不當黨產，全部股權須收歸國有，2020年8月司法院大法官宣告黨產條例合憲後法院繼續審議，2024年1月25日最高行政法院判決國民黨要將中投公司及欣裕台兩公司的股權移轉國有，約156億元資產全數充公，全案確定；政府初步討論將改為官派董事、資產依《促進轉型正義基金收支保管及運用辦法》納入中華民國國家發展委員會的促進轉型正義基金。

## 追討
- 民進黨在2002年首次提出《不當黨產處理條例》草案，但因未拿下國會過半，歷經14年五屆立院，都被國民黨團退回程序委員會、杯葛了306次。[165][166]
- 追討中廣公司存在爭議的不動產具有一定的指標性。扁政府時代，行政院清查國民黨黨產，交通部提告索討中廣5處土地，贏回新北八里、彰化芬園、中廣花蓮、新北板橋4處土地，但輸掉嘉義民雄土地。其中板橋機室土地土地因鄰近新板特區，市值粗估超過百億元，是最有價值的一筆。[167]
- 2016年7月25日，立法院臨時會三讀通過《政黨及其附隨組織不當取得財產處理條例》，行政院設「不當黨產處理委員會」，使處理不當黨產終得「法律依據」。
- 婦聯會業經認定為不當黨產，行政法院接續進行審理。[168]

## 其他爭議案件

### 國發院案
- 2006年11月27日，國民黨主席馬英九在2005年將原國發院土地賣給元利建設，原地主兒子葉頌仁到地檢署告馬英九竊佔罪，同時告發元利建設負責人林敏雄觸犯「故買贓物」罪。葉頌仁認為，如再等公投討黨產，時間上恐緩不濟急。他將訴請法律主張土地移轉「自始確立無效」，同時為避免元利建設未來再轉售給不知情的消費者。葉頌仁說，如民事庭確定起訴，也將據此向地政事務所登記。 [61][65][66][67][68]2016年9月，葉頌仁向黨產會陳情此事[169]。

### 兆豐金案
- 兆豐金控董事長蔡友才上任後，兆豐金挹注國民黨黨營事業金額逐年增加，2013年兆豐金融資給中央投資公司從36億增加至104億元，2014年增至107億元，一直到2015年的111億元。中投的資本額只有110億元，兆豐金對中投的融資超過它實收的資本額。[170][171]

### 泰公黨
- 1993年，中投公司總經理劉維琪指出國民黨營事業資產超過9,639億元；而劉泰英長期擔任國民黨行管會主委，外界稱為「泰公黨」，當時國民黨投管會委員包括劉泰英一共有十九位，剔除黨營投資公司主管，來自民間公司的委員則有李成家、何壽川、尹衍樑、陳哲芳、沈慶京、楊天生、郭金生、蘇伯顯、林謝罕見、陳健平、張平沼和林信義等十二人。[172]
- 根據國民黨行管會的報告指出，黨產淨值從一九九三年的250億元，最高到九八年的918億元，一五年底卻只剩166億元。[173]
- 不論是劉泰英、江義福或是張鍾潛都是在第一次政黨輪替後從黨營事業經理人搖身一變成為黨營事業大股東，國民黨對於中華開發、中興電工與台苯的股權也已處分到所剩無幾。[174]

### 潤泰尹衍樑
- 外界質疑泰公黨在2000年政黨輪替前陸續接收黨產，其中代表性人物就是尹衍樑。國民黨「華字輩金控」，如光華投信、復華投信、華信銀行、建華金控、永豐金控，幾乎都落入尹手上，並讓尹獲利了結。[175][176]
- 與威京、宏國、力霸一樣，尹衍樑的潤泰企業集團經常與國民黨事業畫上等號，劉泰英從黨營事業光華投資捐贈五億元興建尹書田紀念醫院就曾經引起很大的爭議。從潤泰建設、潤泰紡織到華信銀行、安泰人壽、大潤發量販和復華證券，尹衍樑儼然建構了屬於自己的營造、金融、保險、物流的事業版圖[177][178]

### 華字輩金控
華字輩金融機構皆曾是國民黨黨產，市值超過數千億，但目前都消失在國民黨黨產中。當時經濟部投資審議委員會委員尹衍樑幾乎擔任過所有華字輩金融機構重要職務，包括：
- 華信銀行，與許水德同為創始大東，華信銀行90年財報市值3,300億[179]。
- 建華金控，副董事長並選任常董，後併入永豐金控[180]。
- 永豐金控，董事暨常董，市值超過1,200億[180]。
- 光華投信，副董事長。
- 復華投信，董事並選任常董。

### 黨營企業的投資
- 尹衍樑的潤泰集團：華信銀行、大華證券、中華開發、興業建設、中央產險、華夏租賃共同投資
- 陳哲芳的耐斯集團：中華開發、中央產險共同投資
- 李成家的美吾髮公司：華信銀行、興業建設、中影共同投資
- 何壽川的永豐餘：華信銀行、大華證券、環宇投資、中加投資、世大積電共同投資
- 楊天生的長億實業：長生國際投資
- 沈慶京的威京集團：中華開發、京華城公司、中央產險、中宇環保、世正開發共同投資
- 陳建平的大眾票券：欣高石油氣、啟祥實業共同投資
- 宏國集團：大華航空、中聯信託、宏啟建設共同投資
- 嚴凱泰的裕隆集團：世大積電、PACLINK創投基金共同投資
- 金鼎證券集團
- 豐群企業：環宇投資、華信銀行共同投資[181]

## 外部連結
- 國史館學術集刊第18期：威權體制下的國民黨黨營企業
- 國有財產署之中國國民黨取自國家資產土地清冊（页面存档备份，存于）
- 民主改革、轉型正義－追討不當黨產 - 財政部
- 2006年國有財產署之中國國民黨取自國家資產土地清冊（页面存档备份，存于）
- 2014年國有財產署之中國國民黨取自國家資產土地清冊（页面存档备份，存于）
- 台灣省參議會對日產糾紛之調處
- 監察院黨產案調查綜整說明（页面存档备份，存于）
- 立法院第 9 屆第 1 會期第 21 次會議議案關係文書（页面存档备份，存于）
- 行政院就政府戰後所接收日產房地、十九家戲院被移轉為國民黨所有，以及各級政府將公有財產贈與國民黨等案，研商處理會議
- 國民黨黨產揭露網（页面存档备份，存于）
- 黨產歸零聯盟（页面存档备份，存于）